# Elisabetta di Urach
Elisabetta di Urach (nome completo in tedesco Elisabeth Auguste Marie Florestine Luise; Lichtenstein, 23 agosto 1894 – Deutschlandsberg, 13 ottobre 1962) è stata una principessa tedesca.

## Biografia

### Vita
Elisabetta era la seconda figlia femmina di Guglielmo Carlo, Duca di Urach (1864-1928) e della sua prima moglie la Duchessa Amalia di Baviera (1865-1912). Dopo la morte della madre nel maggio 1912, gestì il governo della casa di suo padre e si occupò dell'educazione dei suoi fratelli e sorelle più piccoli.
Il Principe Gioacchino di Prussia (1890-1920), il più giovane dei figli maschi dell'Imperatore Guglielmo II la corteggiò invano. Elisabetta e suo padre lo rifiutarono poiché era protestante e insistevano per educare i figli secondo il cattolicesimo.
Durante la prima guerra mondiale Elisabetta corrispondeva con il padre, che aveva il rango di tenente generale ed era comandante della 26ª divisione in Francia, Russia e Serbia. Le loro lettere sono ora conservate nel principale archivio governativo di Stoccarda.

### Matrimonio
Nella primavera del 1921 sposò il Principe Carlo Aloisio del Liechtenstein (1878-1955), un figlio del Principe Alfredo e della Principessa Enrichetta. Il Principe Carlo Aloisio fu un Maestro di Cavalleria Imperiale e Reale  (Rittmeister) fino al termine della monarchia dell'Austria-Ungheria e dal 13 dicembre 1918 al 15 settembre 1920 temporaneamente Primo Ministro (Landesverweser) del Principato di Liechtenstein.
È stata sepolta nella cripta della Cattedrale di San Florino.

## Discendenza
Elisabetta di Urach e Carlo Aloisio del Liechtenstein ebbero due figli e due figlie:
- Wilhelm (1922-2006);
- Maria Josepha (1923-2005):
- Franziska (1930-2006);
- Wolfgang (1934).

## Titoli e trattamento
- 23 agosto 1894 - 31 marzo 1921: Sua Altezza Serenissima, la principessa Elisabetta di Urach, contessa di Württemberg
- 31 marzo 1921 - 13 ottobre 1962: Sua Altezza Serenissima, la principessa Elisabetta del Liechtenstein, principessa di Urach, contessa di Württemberg

## Ascendenza
|                                  |                                       |                                             | Genitori                                      |  |  | Nonni |  |  | Bisnonni                      |  |  | Trisnonni                                |  |
|                                  |                                       |                                             |                                               |  |  |       |  |  | duca Guglielmo di Württemberg |  |  | Federico II Eugenio, duca di Württemberg |  |
|                                  |                                       |                                             |                                               |  |  |       |  |  | duca Guglielmo di Württemberg |  |  | Federico II Eugenio, duca di Württemberg |  |
|                                  |                                       | Federica Dorotea di Brandeburgo-Schwedt     |                                               |  |  |       |  |  | duca Guglielmo di Württemberg |  |  |                                          |  |
| Guglielmo, I duca di Urach       |                                       |                                             |                                               |  |  |       |  |  | duca Guglielmo di Württemberg |  |  |                                          |  |
|                                  |                                       | baronessa Guglielmina di Tunderfeldt-Rhodis | Karl-August Rhodis, barone di Thunderfeldt    |  |  |       |  |  |                               |  |  |                                          |  |
|                                  |                                       | baronessa Guglielmina di Tunderfeldt-Rhodis | Karl-August Rhodis, barone di Thunderfeldt    |  |  |       |  |  |                               |  |  |                                          |  |
|                                  |                                       | baronessa Guglielmina di Tunderfeldt-Rhodis | baronessa Teresa Schilling von Canstatt       |  |  |       |  |  |                               |  |  |                                          |  |
| Mindaugas II di Lituania         |                                       | baronessa Guglielmina di Tunderfeldt-Rhodis |                                               |  |  |       |  |  |                               |  |  |                                          |  |
|                                  |                                       | Florestano I, principe di Monaco            | Onorato IV, principe di Monaco                |  |  |       |  |  |                               |  |  |                                          |  |
|                                  |                                       | Florestano I, principe di Monaco            | Onorato IV, principe di Monaco                |  |  |       |  |  |                               |  |  |                                          |  |
|                                  |                                       | Florestano I, principe di Monaco            | Louise d'Aumont                               |  |  |       |  |  |                               |  |  |                                          |  |
| principessa Florestina di Monaco |                                       | Florestano I, principe di Monaco            |                                               |  |  |       |  |  |                               |  |  |                                          |  |
|                                  |                                       | Maria Carolina Gibert de Lametz             | Charles-Thomas Gibert de Lametz               |  |  |       |  |  |                               |  |  |                                          |  |
|                                  |                                       | Maria Carolina Gibert de Lametz             | Charles-Thomas Gibert de Lametz               |  |  |       |  |  |                               |  |  |                                          |  |
|                                  |                                       | Maria Carolina Gibert de Lametz             | Marie-Françoise Le Gras de Vaubercey          |  |  |       |  |  |                               |  |  |                                          |  |
| Elisabetta di Urach              |                                       | Maria Carolina Gibert de Lametz             |                                               |  |  |       |  |  |                               |  |  |                                          |  |
|                                  | duca Massimiliano Giuseppe in Baviera | duca Pio Augusto in Baviera                 |                                               |  |  |       |  |  |                               |  |  |                                          |  |
|                                  | duca Massimiliano Giuseppe in Baviera | duca Pio Augusto in Baviera                 |                                               |  |  |       |  |  |                               |  |  |                                          |  |
|                                  | duca Massimiliano Giuseppe in Baviera | principessa Amalia Luisa di Arenberg        |                                               |  |  |       |  |  |                               |  |  |                                          |  |
| duca Carlo Teodoro in Baviera    | duca Massimiliano Giuseppe in Baviera |                                             |                                               |  |  |       |  |  |                               |  |  |                                          |  |
|                                  |                                       | principessa Ludovica di Baviera             | Massimiliano I Giuseppe di Baviera            |  |  |       |  |  |                               |  |  |                                          |  |
|                                  |                                       | principessa Ludovica di Baviera             | Massimiliano I Giuseppe di Baviera            |  |  |       |  |  |                               |  |  |                                          |  |
|                                  |                                       | principessa Ludovica di Baviera             | Carolina di Baden                             |  |  |       |  |  |                               |  |  |                                          |  |
| duchessa Amalia in Baviera       |                                       | principessa Ludovica di Baviera             |                                               |  |  |       |  |  |                               |  |  |                                          |  |
|                                  |                                       | Giovanni di Sassonia                        | Massimiliano, principe ereditario di Sassonia |  |  |       |  |  |                               |  |  |                                          |  |
|                                  |                                       | Giovanni di Sassonia                        | Massimiliano, principe ereditario di Sassonia |  |  |       |  |  |                               |  |  |                                          |  |
|                                  |                                       | Giovanni di Sassonia                        | principessa Carolina di Parma                 |  |  |       |  |  |                               |  |  |                                          |  |
| principessa Sofia di Sassonia    |                                       | Giovanni di Sassonia                        |                                               |  |  |       |  |  |                               |  |  |                                          |  |
|                                  |                                       | principessa Amalia Augusta di Baviera       | Massimiliano I Giuseppe di Baviera            |  |  |       |  |  |                               |  |  |                                          |  |
|                                  |                                       | principessa Amalia Augusta di Baviera       | Massimiliano I Giuseppe di Baviera            |  |  |       |  |  |                               |  |  |                                          |  |
|                                  |                                       | principessa Amalia Augusta di Baviera       | Carolina di Baden                             |  |  |       |  |  |                               |  |  |                                          |  |
|                                  |                                       | principessa Amalia Augusta di Baviera       |                                               |  |  |       |  |  |                               |  |  |                                          |  |